# Cagliostro

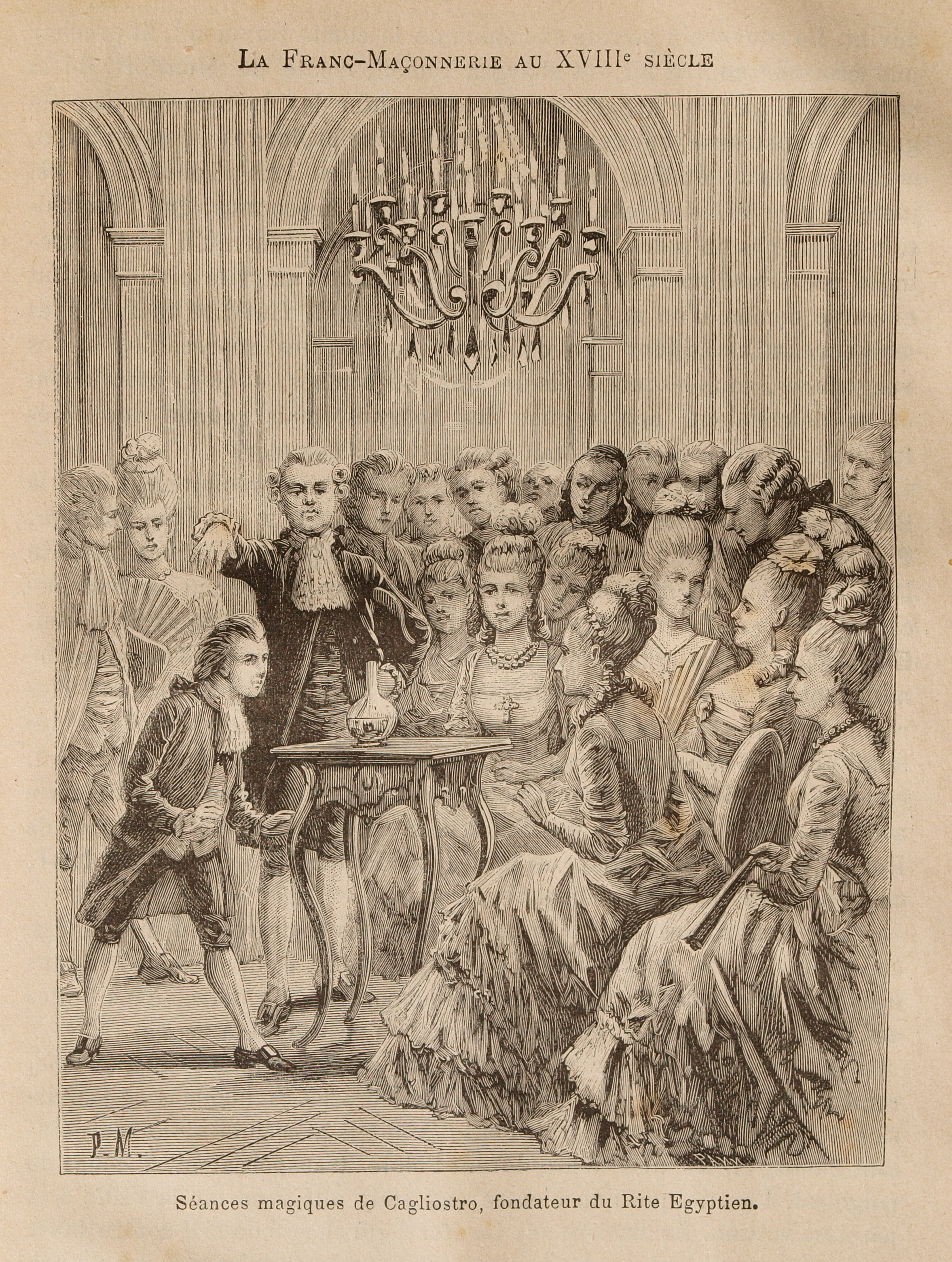
Cagliostro, desenho de Pierre Méjanel

Alessandro, Conde de Cagliostro (Palermo, 2 de junho de 1743 — San Leo, 26 de agosto de 1795) era o pseudônimo do viajante, ocultista, alquimista, curandeiro e maçom Giuseppe Giovanni Battista Vincenzo Pietro Antonio Matteo Balsamo.
Figura muito controversa do século XVIII, Alexander Cagliostro, como é conhecido, tinha fama de ter poderes sobrenaturais. Por conta dessa fama, ele circulou entre a nobreza europeia, porém foi preso pela suspeita de ter aplicado um golpe na coroa Francesa. A credibilidade do personagem Cagliostro foi contestada, principalmente após sua morte no castelo de São Leo pela Inquisição. O historiador Thomas Carlyle (1795-1881) classificou Cagliostro como o "Príncipe dos Charlatões", enquanto os ocultistas consideram-no como um dos maiores mestres da iniciação do ocidente.

## Vida
Giuseppe, ou Alessandro, nasceu na Albergheria, um bairro judaico de Palermo. Aos 17 anos se interessou pela alquimia, vindo a se associar a um rico ourives, chamado Marano, que acabara de chegar a Palermo. Marano conhecera muitos alquimistas que se diziam capazes de transmutar metais, mas após algum tempo, foi convencido pelo espírito envolvente de Cagliostro a acreditar que também tinha tal poder. Cagliostro, percebendo que Marano acreditava nele, pediu uma soma considerável de 60 onças de ouro, alegando realizar uma cerimônia mágica com espíritos da Goétia que mostrariam a Marano a localização exata de um grande tesouro que estaria escondido perto da cidade. A ganância de Marano fez com que ele desse as 60 onças de ouro a Cagliostro e, à meia noite, foi conduzido para um campo, distante da cidade, onde foi feito o Ritual. Após ser indicado pelos espíritos o local onde o tesouro estaria escondido, Cagliostro deixou Palermo e começou sua viagem pelo mundo, enquanto Marano foi em busca do seu tesouro. Especulam sem provas de que Marano foi atacado e o tesouro que havia encontrado foi roubado por alguns bandidos coligados a Cagliostro, porém Cagliostro já havia deixado na ocasião.
Cagliostro viajou para o Egito, Grécia, Pérsia, Rodes, Índia e Etiópia, estudando o ocultismo e a alquimia. Em 1768, Cagliostro retornou à Itália e em Nápoles se estabeleceu como médico, levando uma vida bem abastada. Casou-se com Lorenza Feliciani, mais conhecida por Serafina. O casal viveu em Roma por algum tempo até que a Inquisição começou a suspeitar de Cagliostro por heresia. O casal fugiu para a Espanha e, posteriormente, retornou a Palermo, onde Cagliostro foi pela primeira vez preso, por ser um opositor aos monarcas. Porém Cagliostro foi salvo por seu amigo, o nobre monarca Luigi di Aquino, primo do ocultista Raimondo di Sangro. Depois de receber desse seu amigo a quantia de 100 mil onças de ouro (por volta de US$ 1 milhão), Cagliostro foi para a Inglaterra em 1770, e depois para a França, ficando conhecido por conhecer um grande segredo da transmutação alquímica de chumbo em ouro.
Cagliostro conheceu pessoalmente o Conde de Saintt. Germain em Londres, quem o iniciou em rituais ocultistas da Rosa Cruz de Ouro e ter-lhe-ia ensinado a fórmula secreta do elixir da juventude e da imortalidade. Após fundar lojas maçônicas, baseadas em rituais egípcios, na Itália e França, Cagliostro foi para Paris em 1772, onde passou a vender medicamento e fórmulas de cura. Fixou residência no nº 1 da rua Saint Claude. O rei Luís XVI interessou-se por Cagliostro, que passou a tê-lo como conselheiro pessoal da corte real devido aos seus poderes mágicos e interpretações esotéricas dos antigos mitos. Por muitos anos Cagliostro foi um dos favoritos mestres da corte francesa, até que foi envolvido no famoso Caso do colar da Rainha (ou Caso do colar de diamantes), um dos principais eventos que levaram ao início da Revolução Francesa em 1789. por este seu suposto envolvimento nesse escândalo, Cagliostro ficou encarcerado na Bastilha por seis meses e depois de solto, saiu da França e voltou para a Itália.
Então Cagliostro retornou para Roma em 1789 onde praticou sua medicina e tentou fundar, após muitos anos, um hospital. Porém em Roma o Tribunal da Santa Inquisição tinha mais poder e não sofria tanto com as influências da nobreza. Sem auxílio do seu amigo Luigi di Aquino, Cagliostro foi novamente preso pela Inquisição no ano de 1791 no Castelo Sant'Ângelo, acusado de heresia, bruxaria e prática ilegal da maçonaria. Após 18 meses de deliberações a Inquisição sentenciou Cagliostro à morte, pena esta que, pela clemência papal, foi comutada para prisão perpétua. Cagliostro tentou fugir, mas foi preso novamente e transferido para a solitária no castelo de São Leo. Em San Leo, Cagliostro conheceu um jovem sujeito, Angelo Filonardi da Veroli, que também havia sido preso pela inquisição por perseguição religiosa. O Grande Cofto (Cagliostro), tornou-se muito afeiçoado a Angelo Filonardi da Veroli, e segundo relatos dos próprios carcereiros da fortaleza de San Leo, Cagliostro apareceu como um amigo animado, porém de grande devoção e sacralidade, que mesmo preso realizava suas preces diárias em linguagem desconhecida e as vezes, durante as madrugadas, desaparecia, vindo a aparecer somente na manhã do dia seguinte. Os carcereiros afirmavam também que Cagliostro revelou os rituais secretos (Arcanum Arcanorum ou Scalla di Napoli) ao seu companheiro de cela e que graças a esses segredos, Filonardi se enriqueceu, pois depois de ter cumprido sua sentença, Angelo Filonardi da Veroli, voltou para sua terra de origem e de forma misteriosa tomou posse de uma enorme fortuna, a qual ele usou parcialmente com obras de caridade no Palácio Filonardi, o qual abrigava meninas órfãs e necessitadas. Este foi um legado de Cagliostro ao seu nobre amigo Angelo Filonardi de Veroli.

Cagliostro morreu em 26 de agosto de 1795 e a notícia de sua morte não foi acreditada por toda a Europa e, somente quando Napoleão fez um relato pessoal do acontecido, Cagliostro foi aceito como morto de fato. Sabe-se que pouco tempo depois de ouvir a sua sentença de morte, Cagliostro escreveu:

"Io non sono di nessuna epoca e di nessun luogo, al di fuori del tempo e dello spazio, il mio essere spirituale vive la sua eterna esistenza e se mi immergo nel mio pensiero rifacendo il corso degli anni, se proietto il mio spirito verso un modo di vivere lontano da colui che voi percepite, io divento colui che desidero. Partecipando coscientemente all’essere assoluto, regolo la mia azione secondo il meglio che mi circonda. Il mio nome è quello della mia funzione e io lo scelgo, così come scelgo la mia funzione, perché sono libero pensatore; il mio Paese è quello dove fermo momentaneamente i miei passi. Mettete la data di ieri, se volete o riuscendovi, quella di domani o degli anni passati, per l’orgoglio illusorio di una grandezza che non sarà forse mai la vostra”

(Tradução: “Eu não sou de nenhuma época e de nenhum lugar, sou fora do tempo e do espaço, meu ser espiritual permanece vivendo a sua eterna existência e se eu imergir em meus pensamentos refazendo o curso dos anos da minha vida, se eu projetar o meu espírito em direção ao modo de viver distante dessas aparências, eu me torno naquilo que desejo. Participando conscientemente do Ser Absoluto, eu regulo as minhas ações de acordo com aquilo que de melhor me circunda. O meu nome é aquele da minha função, e eu o escolho, assim como eu escolho a minha função, por que eu sou um Livre Pensador. O meu país é aquele aonde momentaneamente coloco os meus passos. Coloquem a data de ontem, se quiserem ou puderem, aquela dos anos passados, para manter o orgulho ilusório de uma grandeza que talvez amanhã não será mais vossa”). 
Alexandre Cagliostro é considerado por seus adeptos uma das maiores figuras do ocultismo. Muitas histórias surgiram a seu respeito, o que serviu apenas para obscurecer ainda mais os fatos de sua vida.

## Representações e posteridade

### Ficção
- Catarina, a Grande, escreveu duas esquetes satirizando Cagliostro disfarçado de personagens vagamente baseados nele.
- Johann Wolfgang Goethe escreveu uma comédia baseada na vida de Cagliostro, também em referência ao Caso do Colar de Diamantes, A Grande Cofta (Der Groß-Coptha) que foi publicado em 1791.
- Alexandre Dumas, Pai, usou Cagliostro em vários de seus romances (especialmente em Joseph Balsamo e em Le Collier de la Reine, onde ele afirma ter mais de 3 000 anos e ter conhecido Helena de Tróia).
- George Sand inclui Cagliostro como um personagem secundário em seu romance histórico, A Condessa de Rudolstadt (1843).
- Aleksey Nikolayevich Tolstoy escreveu a história de amor sobrenatural Conde Cagliostro, onde o Conde traz à vida uma princesa russa morta há muito tempo, materializando-a a partir de seu retrato. A história foi transformada em um filme de TV soviético de 1984, Formula of Love.
- Cagliostro é figurado com destaque em três histórias de Rafael Sabatini: "O Senhor do Tempo", "A Máscara da Morte" e "O Ovo Alquímico", todas incluídas na coleção Contos Turbulentos de Sabatini.Cagliostro de Daniel Chodowiecki.
- Ele é mencionado na história The Sandman de ETA Hoffmann, onde Spalanzani parece um retrato de Cagliostro de Chodowiecki.
- Ele é mencionado na história O Livro e a Besta de Robert Arthur, Jr. Um livro de magia atribuído a ele causa a morte horrível de qualquer homem tolo o suficiente para examiná-lo, até que um incêndio destrua o livro.
- Ele é mencionado no romance It Happened in Boston? por Russel H. Greenan. O narrador está lendo a vida de Cagliostro quando tem seu primeiro devaneio.
- Ele é mencionado no romance Kun Lun de Kilburn Hall (2014), onde é revelado que Alessandro Cagliostro, Joseph e Giuseppe Balsamo são apenas alguns dos nomes que o viajante do tempo Conde St. Germain usou ao longo da história.
- Ele é mencionado no livro The Red Lion—The Elixir of Eternal Life de Mária Szepes.
- Friedrich Schiller escreveu um romance inacabado Der Geisterseher (The Ghost-Seer) entre 1786 e 1789 sobre Cagliostro.
- Harry Stephen Keeler prestou homenagem ao mágico em seu romance Os espetáculos do Sr. Cagliostro.
- O dramaturgo letão Mārtiņš Zīverts escreveu a peça Kaļostro Vilcē (Cagliostro in Vilce ) em 1967.
- A história em quadrinhos Phantom apresentou Cagliostro como personagem da história The Cagliostro Mystery de 1988, escrita por Norman Worker e desenhada por Carlos Cruz.
- A história em quadrinhos Kid Eternity apresentou o espírito ressuscitado de Cagliostro na edição 3 (1946).
- No universo da DC Comics, Cagliostro é descrito como um imortal (JLA Annual 2), um descendente de Leonardo da Vinci, bem como um ancestral de Zatara e Zatanna ( Secret Origins 27).
- Nos quadrinhos da Marvel Comics, Tomb of Dracula e Dracula Lives, Cagliostro é um inimigo frequente de Drácula.
- Cagliostro é um personagem de The Historical Illuminatus Chronicles, de Robert Anton Wilson.
- Cagliostro é frequentemente mencionado no romance Foucault's Pendulum, de Umberto Eco.
- Mikhail Kuzmin escreveu uma novela chamada A Vida Maravilhosa de Giuseppe Balsamo, Conde Cagliostro (1916).
- Cagliostro é um personagem de Psychoshop, um romance de Alfred Bester e Roger Zelazny.
- Cagliostro é mencionado na história " O Último Defensor de Camelot ", de Roger Zelazny.
- Josephine Balsamo, uma descendente de Joseph Balsamo que se autodenomina Condessa Cagliostro, aparece nos romances Arsene Lupin de Maurice Leblanc.
- Cagliostro faz várias aparições como um vampiro nos romances Anno Drácula de Kim Newman.
- O mangá Rozen Maiden revela que o Conde Cagliostro é apenas um dos muitos apelidos diferentes adotados pelo lendário fabricante de bonecas Rozen. Ele foi mostrado na prisão talhando madeira.
- Existem inúmeras referências a Cagliostro no romance policial He Who Whispers de John Dickson Carr (também conhecido como Carter Dickson), um de seus mistérios do Dr. Gideon Fell, publicado por Hamish Hamilton (Reino Unido) e Harper (EUA) em 1946. Neste livro, um professor francês, Georges Antoine Rigaud, escreveu uma história: Vida de Cagliostro. Além disso, uma tentativa de assassinato cometida em Aquele que sussurra é semelhante em técnica a parte de uma cerimônia de iniciação sofrida por Cagliostro na loja de uma sociedade secreta. A Cagliostro Street aparece como um local no romance de Carr de 1935, The Hollow Man (publicado nos Estados Unidos como The Three Coffins ).
- Há uma referência passageira e totalmente inconsequente a Cagliostro no romance de 1992 de Hilary Mantel, A Place of Greater Safety.
- Cagliostro é um personagem do romance de 1997, 'Superstition', de David Ambrose; Cagliostro é um conhecido do personagem fictício, Adam Wyatt.
- Cagliostro é um personagem jogável no jogo móvel japonês Granblue Fantasy.
- Cogliostro é um personagem da saga cômica Spawn de Todd McFarlanes, apresentado à série por Neil Gaiman para dar maior profundidade à maldição do spawn. Cogliostro já foi um filho do Inferno vinculado a seu dever para com o daemon Malebolgia, e consegue se livrar da maldição por meio da alquimia e feitiçaria, ensinando Spawn a fazer o mesmo ao longo da série.
- Ele é frequentemente mencionado no livro Napoleon's Pyramids de William Dietrich em conexão com maçons e artefatos egípcios antigos.
- Em Glory Road, de Robert A. Heinlein, Star usa "Balsamo" como pseudônimo e se refere a Giuseppe como seu tio.
- Cagliostro é um personagem alquimista vilão caprichoso no anime de TV Senki Zesshou Symphogear AXZ
- Doze Contra os Deuses, de William Bolitho Ryall, tem uma seção sobre Cagliostro.
- Payday 2 dos estúdios Overkill e Starbreeze apresenta o manuscrito de Cagliostro como um item chave da história e abre um profundo mistério dentro do jogo envolvendo sociedades secretas, imortalidade e nefilins.
- Cagliostro é um vilão do videogame Steelrising, do Spiders. Sua propensão para magia e medicina alternativa é referenciada; por exemplo, em uma cena, ele é mostrado praticando hipnose com um pêndulo.

### Música
- Ele aparece como personagem principal na ópera Le congrès des rois de 1794, uma obra colaborativa de 12 compositores.
- O compositor francês Victor Dourlen (1780–1864) compôs o primeiro ato de Cagliostro, ou Les illuminés, que estreou em 27 de novembro de 1810. O segundo e terceiro atos foram compostos por Anton Reicha (1770–1836).
- O compositor irlandês William Michael Rooke (1794–1847) escreveu uma obra não executada Cagliostro.
- Adolphe Adam escreveu a opéra comique Cagliostro, que estreou em 10 de fevereiro de 1844.
- Albert Lortzing escreveu em 1850 o libreto para uma ópera cômica em três atos, Cagliostro, mas não compôs nenhuma música para ela.
- Johann Strauß (Sohn) escreveu a opereta Cagliostro em Wien (Cagliostro em Viena) em 1875.
- O compositor francês Claude Terrasse (1867–1923) escreveu Le Cagliostro, que estreou em 1904.
- O compositor polonês Jan Maklakiewicz (1899–1954) escreveu o balé em três cenas Cagliostro w Warszawie, que estreou em 1938.
- O compositor romeno Iancu Dumitrescu (1944–) escreveu a obra de 1975 Le miroir de Cagliostro para coro, flauta e percussão.
- O compositor americano John Zorn (1953–) compôs Cagliostro para viola solo em 2015. O intérprete usa dois arcos na mão direita para tocar as quatro cordas ao mesmo tempo ao longo da obra.
- A ópera Cagliostro do compositor italiano Ildebrando Pizzetti (1880–1968) foi apresentada na rádio italiana em 1952 e no La Scala em 24 de janeiro de 1953.
- A ópera cômica Graf Cagliostro foi escrita por Mikael Tariverdiev em 1983.

### Filme
- Cagliostro foi retratado no cinema por:
  - Fryderyk Jarossy (Kaliostro, 1918)
  - Reinhold Schünzel (O Conde de Cagliostro, 1920)
  - Hans Stüwe (Cagliostro, 1929)
  - Ferdinand Marian (Münchhausen, 1943)
  - Orson Welles (Magia Negra, 1949)
  - Howard Vernon (Ritos Eróticos de Frankenstein, 1972)
  - Jean Marais (Joseph Balsamo, 1973, minissérie de TV)
  - Bekim Fehmiu (Cagliostro, 1975)
  - Nodar Mgaloblishvili (Fórmula do Amor, 1984, filme para TV)
  - Nicol Williamson (Spawn, 1997)
  - Christopher Walken (O Caso do Colar, 2001)
  - Robert Englund (O Retorno de Cagliostro, 2003)
- No épico alemão de 1943 Münchhausen, Cagliostro aparece como um mágico poderoso e moralmente ambíguo retratado por Ferdinand Marian.
- O cineasta francês Georges Méliès (1861–1938) dirigiu o filme de 1899 Le Miroir de Cagliostro.[4]
- O filme de animação japonês O Castelo de Cagliostro baseia-se nos romances Arsène Lupin de Maurice Leblanc e tem o neto meio japonês do ladrão como protagonista. Lazare d'Cagliostro aparece como o principal antagonista do filme, um governante de um país fictício que influencia a economia mundial por meio da falsificação (inspirado na fanfiction de 1977 The Justice of Arsène Lupin ).
- A Múmia (1932), estrelado por Boris Karloff, foi adaptado de uma história original de Nina Wilcox Putnam intitulada "Cagliostro". Baseado em Cagliostro e ambientado em San Francisco, a história era sobre um mágico de 3 000 anos que sobrevive injetando nitratos.
- Cagliostro e sua esposa, Lorenza, aparecem como antagonistas no anime de 2006 Le Chevalier d'Eon. Enquanto Cagliostro é retratado principalmente como um trapalhão ganancioso, Lorenza mostra ter poderes mágicos misteriosos.
- No Universo Cinematográfico Marvel, Cagliostro é um feiticeiro, e é mencionado com frequência no filme Doutor Estranho (2016). O Livro de Cagliostro: Estudo do Tempo é um antigo artefato contendo vários feitiços sombrios de magia.
- Na websérie do Universo Cinematográfico da Marvel (Disney+) What If?, Cagliostro é mencionado com frequência, como aquele que consegue quebrar um ponto absoluto no tempo. O Doutor Estranho leu os livros perdidos de Cagliostro e reverteu um ponto absoluto no tempo, assim como Cagliostro fez, de acordo com as lendas.

### Televisão
- Cagliostro aparece como um mágico vilão em um episódio da série Thriller dos anos 1960, intitulado "O Prisioneiro no Espelho"; ele é interpretado por Henry Daniell e Lloyd Bochner.
- Em um episódio de 1978 da série de TV Mulher Maravilha, um descendente do conde, ainda tentando a alquimia (e conseguindo transformar chumbo em ouro por um tempo, após o qual volta à sua forma original) é o vilão, e A Mulher Maravilha, em sua identidade de Diana Prince, indica que ela enfrentou seu ancestral, o Conde Cagliostro original, no passado.
- Cagliostro é mencionado na série Twilight Zone (nova), em um episódio chamado "A Maldição do Faraó", quando um mágico realizando o truque diz que esse ato foi transmitido por uma linhagem de mágicos famosos.
- Cagliostro é um personagem de Todd McFarlane's Spawn. Uma série animada de televisão que foi ao ar na HBO de 1997 a 1999. O personagem Cagliostro viveu tantas identidades em seus mais de 800 anos de vida. Ele era um Hell-Spawn que conseguiu se livrar da maldição através da prática da Alquimia e Feitiçaria. Ele acompanha Spawn e o ensina a fazer o mesmo ao longo da série.
- No episódio 7 de Samurai Jack da 3ª temporada, Samurai Jack segue em busca do cristal de Cagliostro. Este episódio contém uma homenagem ao Castelo de Cagliostro por meio de Jack recebendo ajuda de um ladrão baseado diretamente em Daisuke Jigen.
- O especial anual Lupin III de 2016 apresentou uma caçada ao tesouro de Cagliostro. Antes disso, o nome também foi usado para o lançamento teatral de Lupin III em 1979, The Castle of Cagliostro, embora com pouca relação com o Cagliostro histórico.